# Gåstjärnen (Östmarks socken, Värmland)
Gåstjärnen är en sjö i Torsby kommun i Värmland och ingår i Göta älvs huvudavrinningsområde. Sjön är 9,1 meter djup, har en yta på 0,116 kvadratkilometer och är belägen 373,1 meter över havet. Sjön avvattnas av vattendraget Kjerkesjåa.

## Delavrinningsområde
Gåstjärnen ingår i det delavrinningsområde (669640-131960) som SMHI kallar för Utloppet av Nyckelvattnet. Medelhöjden är 402 meter över havet och ytan är 18,71 kvadratkilometer. Det finns inga avrinningsområden uppströms utan avrinningsområdet är högsta punkten. Kjerkesjåa som avvattnar avrinningsområdet har biflödesordning 4, vilket innebär att vattnet flödar genom totalt 4 vattendrag innan det når havet efter 407 kilometer. Avrinningsområdet består mestadels av skog (72 procent). Avrinningsområdet har 2,84 kvadratkilometer vattenytor vilket ger det en sjöprocent på 15,1 procent.